# Mirja Mahir
Mirja Mahir (* 29. Juni 1974 in Freiburg im Breisgau als Mirja Schmidt) ist eine deutsche Schauspielerin, Fotografin und Schauspiel-Coach.

## Werdegang
Mahir studierte von 1995 bis 1997 Schauspiel an der Stage School Hamburg und arbeitete daraufhin als freie Schauspielerin für Theater und Film. Bekannt wurde sie durch die Auftritte in den Fernsehsoaps Sturm der Liebe und Marienhof. Außerdem verkörperte sie von 2007 bis 2011 in der Kinderserie Schloss Einstein die Rolle der Elisabeth Bräuning.
Seit 2011 arbeitet Mirja Mahir als Schauspiel-Coach und Fotografin. 2013 hat Mirja Mahir die Schauspielschule Neues Schauspiel Starnberg mitgegründet und geht seit 2016 eigene Wege mit ACT-FREE (Schauspielkurse für Erwachsene, Kinder und Jugendliche). Mirja Mahir arbeitet außerdem als Dozentin an der Neuen Münchner Schauspielschule sowie am Performing Arts Studio in München. Mirja Mahir ist außerdem als Fotografin tätig.
Mahir lebt in Starnberg.

## Filmografie
- 1994: Sterne des Südens
- 1996: Extra Dry
- 1999: Der Hochstapler
- 2001: Roadkill
- 2002: Lilly unter den Linden
- 2002: Verbotene Liebe (Fernsehserie, eine Folge)
- 2003: Broti & Pacek – Irgendwas ist immer (Fernsehserie)
- 2003: Was nicht passt, wird passend gemacht (Fernsehserie, Folge Schlimmer als der Tod)
- 2004: Tatort – Märchenwald (Fernsehreihe)
- 2004: Ohne Worte (Fernsehserie)
- 2005: Die Bullenbraut
- 2005: Die Patriarchin (Fernsehdreiteiler)
- 2005: Ein Toter führt Regie
- 2006: Die Wache (Fernsehserie, Folge Eine Sekunde zu spät)
- 2006: Marienhof (Fernsehserie, 4 Folgen)
- 2006: The Colours of Memory
- 2007: Sturm der Liebe (Fernsehserie, 48 Folgen)
- 2007: Janjan
- 2007: KMPD – Krass Mann Police Department
- 2008: Großstadtrevier (Fernsehserie, Folge Nichts als Lügen)
- 2008–2011: Schloss Einstein (Fernsehserie, 97 Folgen)
- 2009: Meine schöne Nachbarin
- 2009: In aller Freundschaft (Fernsehserie, Folge 451 Freundschaftsdienste)
- 2009: Inga Lindström – Das Herz meines Vaters (Fernsehreihe)
- 2012: Die Garmisch-Cops (Fernsehserie, Folge Abgerechnet wird zum Schluss)
- 2012: Der Alte (Fernsehserie, Folge Lautloser Tod)
- 2013: München 7 (Fernsehserie, Folge Janosch)
- 2013: SOKO 5113 (Fernsehserie, Folge Die Maßnahme)
- 2013: Mukki und Fix (Kurzfilm)
- 2014: Der Bergdoktor (Fernsehserie, Folge Außenseiter)
- 2015: Steel
- 2016: Hubert und Staller (Fernsehserie, Folge Schnapsidee)
- 2016: Die Rosenheim-Cops (Fernsehserie, Folge Die Biber kommen)
- 2019: München Mord: Leben und Sterben in Schwabing (Fernsehreihe)
- 2021: Die Bestatterin – Die unbekannte Tote (Fernsehreihe)
- 2022: Frühling – Auf den Hund gekommen
- 2022: Frühling – Alte Gespenster (Fernsehreihe)

## Theater
- 1997: The Rocky Horror Picture Show
- 1997: Hallo Dolly
- 1998–1999: Ein Sommernachtstraum
- 1999: Die Ohren des Königs Midas
- 2000: Rinderwahnsinn
- 2002: Ekstase
- 2003: Dönerwurst mit Curry
- 2003: Poesie der Derwische – Nimm eine Rose und nenne es Lieder
- 2004: Auf der Linie auf dem Strich
- 2006–2007: Liebster Paul

## Synchronrollen
- The Ghost Writer, als Helen Jacobsen (Anne Heche)
- The Carbon Copy, als Bonnie/Roxy
- Three days gone, als Sloane (Tonya Kay)